# 34. Филмски сусрети у Нишу
34. Филмски сусрети одржани су од 23. до 27. августа, 1999. године.
Филмске сусрете је отворио Лазар Ристовски.

## Жири
| Састав жирија      |                   |              |
| председница жирија | Рада Ђуричин      | Рада Ђуричин |
| чланови жирија     | Душан Јанићијевић | Петар Краљ   |

## Програм
У оквиру програма приказано је 7 филмова, од којих је само студентски омнибус био премијерно представљен публици.
- Нож (Мирослав Лекић) – приказан првог дана, по отварању Фестивала
- Буре барута (Горан Паскаљевић)
- Пропутовање (омнубус)
- У име оца и сина (Божидар Николић)
- Точкови (Ђорђе Милосављевић)
- Куд плови овај брод (Желимир Жилник)
- Црна мачка, бели мачор (Емир Кустурица)

## Награде
| Награда                                  | Добитник/Добитница    | Улога             | Филм                  |
| ---------------------------------------- | --------------------- | ----------------- | --------------------- |
| Гран при Наиса                           | Данило Бата Стојковић | Мргуд Милетић     | У име оца и сина      |
| Царица Теодора                           | Љиљана Благојевић     | Рабија Османовић  | Нож                   |
| Цар Константин                           | Александар Берчек     | Халил и Димитрије | Нож и Буре барута     |
| Повеља за најбољу женску улогу           | Бојана Маљевић        | Милица Јанковић   | Нож                   |
| Повеља за најбољу мушку улогу            | Срђан Тодоровић       | Дадан Карамболо   | Црна мачка бели мачор |
| Награда за најбољу епизодну женску улогу | Ана Софреновић        | Девојка у возу    | Буре барута           |
| Награда за најбољу епизодну мушку улогу  | Светозар Цветковић    | Командир Милош    | Нож                   |
| Награда за најбољег дебитанта            | Небојша Миловановић   | Босанац           | Буре барута           |

Специјална награда за изузетан допринос уметности глуме „Павле Вуисић“ додељена је глумици Душици Жегарац.
Награду за глумачки пар године „Она и он“ коју додељују ТВ Новости добили су Мина Лазаревић и Војин Ћетковић за улоге у ТВ серији Породично благо.